# Olgu Caglar

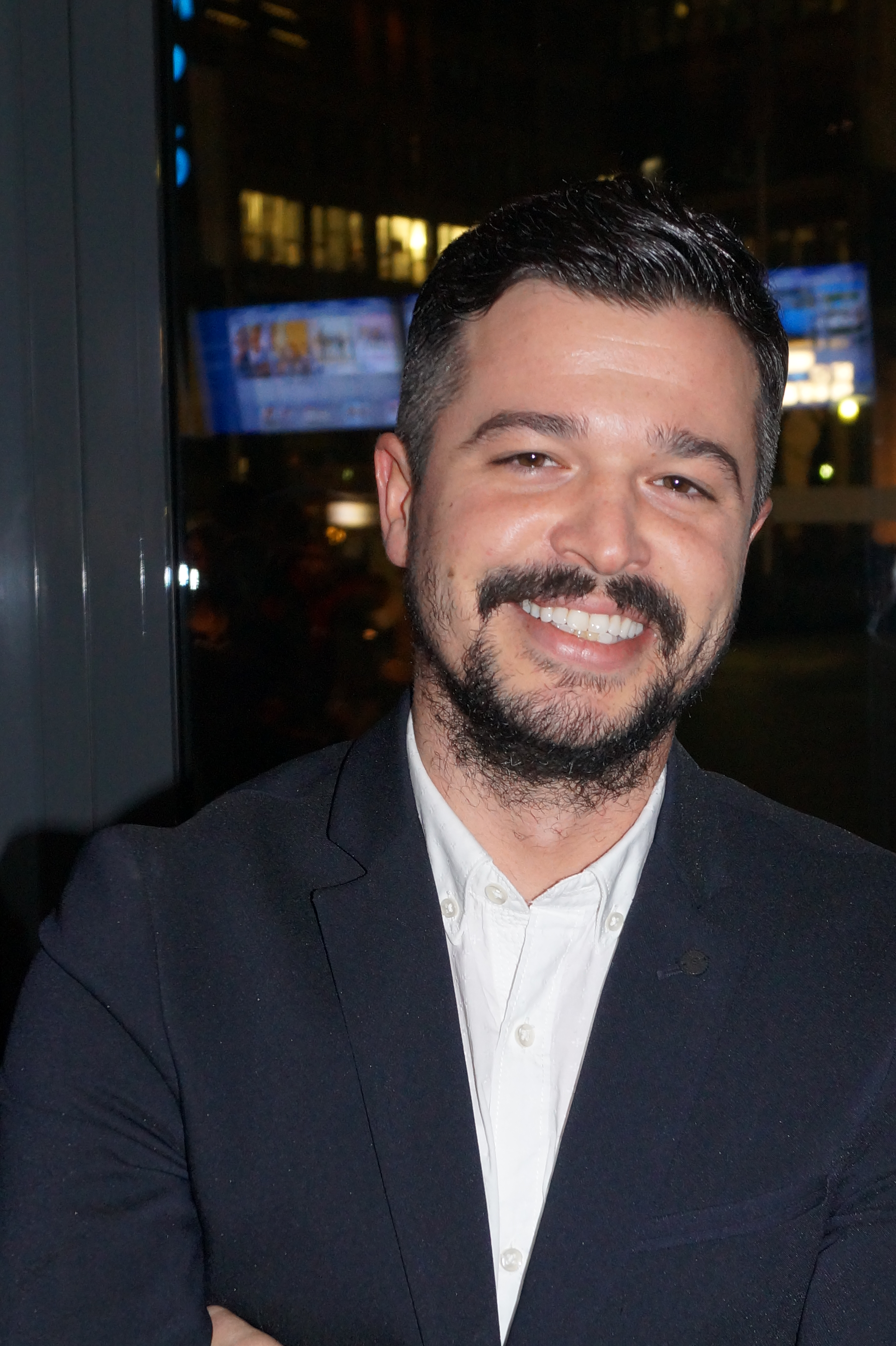
Olgu Caglar (2015)

Olgu Caglar (* 11. Oktober 1984) ist ein deutscher Schauspieler.

## Leben
Olgu Caglars Vorfahren kommen aus der Türkei, er selbst ist jedoch Deutscher. In Deutschland aufgewachsen, ist er seit 2005 in verschiedenen Fernseh- und Kinoproduktionen zu sehen.
Von November 2009 bis zum September 2010 spielte er die Rolle des Bilge Üzüms in der Fernsehserie Eine wie keine.

## Filmografie
- 2016: Fucking Berlin (Kino)
- 2014: Morden im Norden – Blutgrätsche (ARD)
- 2014: Desire will set you free (Kino)
- 2012: Unter Feinden (ZDF)
- 2012: Gute Zeiten, schlechte Zeiten (RTL)
- 2009–2010: Eine wie keine (Sat.1)
- 2008: 112 – Sie retten dein Leben (RTL)
- 2007: The Palermo Shooting (Kino)
- 2007: Kommissar Stollberg (ZDF)
- 2007: Selbstgespräche (Kino)
- 2005: Neandertaler (ZDF)